# Загусинье (Духовщинский район)
Загусинье — деревня в Духовщинском районе Смоленской области России. Входит в состав Булгаковского сельского поселения. Население — 32 жителя (2007 год).
Расположена в северной части области в 10 км к западу от Духовщины, в 11 км западнее автодороги Р136 Смоленск — Нелидово, на берегу реки Глубокая. В 27 км юго-восточнее деревни расположена железнодорожная станция Присельская на линии Москва — Минск.

## История
В годы Великой Отечественной войны деревня была оккупирована гитлеровскими войсками в июле 1941 года, освобождена в сентябре 1943 года.

## Достопримечательности
Руины церкви Успения Пресвятой Богородицы, 1785 г. постройки.Церковь была сооружена по заказу помещицы Н. А. Глинки в стиле позднего барокко вместо деревянного храма.